# Hemicrania continua
Hemicrania continua är en sällsynt form av huvudvärk som drabbar vuxna. Den kontinuerliga värken är ensidig. Värken är måttlig till svår. Det finns två typer av hemicrania continua:
- Kronisk, med daglig huvudvärk
- Remittering, där huvudvärk växlas med smärtfria perioder. Varje period kan vara upp till sex månader.

## Diagnoskriterier
Följande kriterier finns för att diagnosen Hemicrania continua ska ställas:
- Huvudvärk under mer än 3 månader som uppfyller följande kriterier:

1. ensidig värk utan sidoväxling.
2. daglig och kontinuerlig utan smärtfria perioder
3. måttlig intensitet, men med försämring till svår värk.

- Åtminstone en av följande kännetecken inträffar under försämring och på samma sida som värken:

1. Uppsvälld bindhinna och/eller tårflöde.
2. Nästäppa och/eller snuva.
3. Ptos (hängande ögonlock)
4. Mios (kontraktur av iris)

Ibland kan den drabbade även ha pannsvettning och migränsymptom, såsom:
1. Dunkande smärta
2. Illamående och/eller kräkningar
3. Känslighet för ljus och ljud

- Huvudvärken ska svara på behandling med Indometacin.

## Behandling
Indometacin har en utomordentlig effekt, vilket också är en av kriterierna för att diagnosen ska ställas.